# 東京大清真寺
35°40′05″N 139°40′35″E / 35.66806°N 139.67639°E
東京大清真寺（日语：東京ジャーミイ、土耳其語：、阿拉伯语：‎）是日本首都東京的一座清真寺，位于澀谷區大山町井之頭通旁，是日本最大的清真寺，最多能夠容納約2,000人同時禮拜。

## 技術資料
清真寺佔地734平方米，建築面積1,693平方米。穹頂高23.25米，宣禮塔高41.48米。
清真寺分為兩層的禮拜堂和一層的文化中心，其中一層是女寺。一樓的土耳其文化中心展示了土耳其的美術品以及土耳其民宅的客廳等，並設有舉辦講座和婚禮等的大廳。

## 歷史
東京大清真寺始建於1938年，僅次於神戶清真寺。當時是由因俄國十月革命流亡到日的韃靼人倡議建造的。第一代清真寺是木構建築，由於年久失修，1984年關閉，1986年被拆除。由於在日韃靼人后獲得了土耳其國籍，東京土耳其人協會為重建清真寺，把土地捐給土耳其政府，並委托土耳其政府重建。 
土耳其以該國宗教局為首，成立了建設基金，從土耳其募集捐款，除了水、水泥和鋼筋外，所有建築材料和裝飾品都從土耳其運來。清真寺由墨哈萊姆‧希爾米‧塞納爾普設計、鹿島建設承建。1998年6月30日動工，2000年6月30日竣工開放。

## 管理
大清真寺隸屬於土耳其駐日本大使館，水电費等由土耳其宗教事務局（Diyanet）承擔，清真寺的伊瑪目也由土耳其宗教局派遣。清真寺也負責傳播伊斯蘭文化和土耳其文化。平時免費開放予非穆斯林參觀。平常有350-400名穆斯林參加主麻日。